# Ambisontes

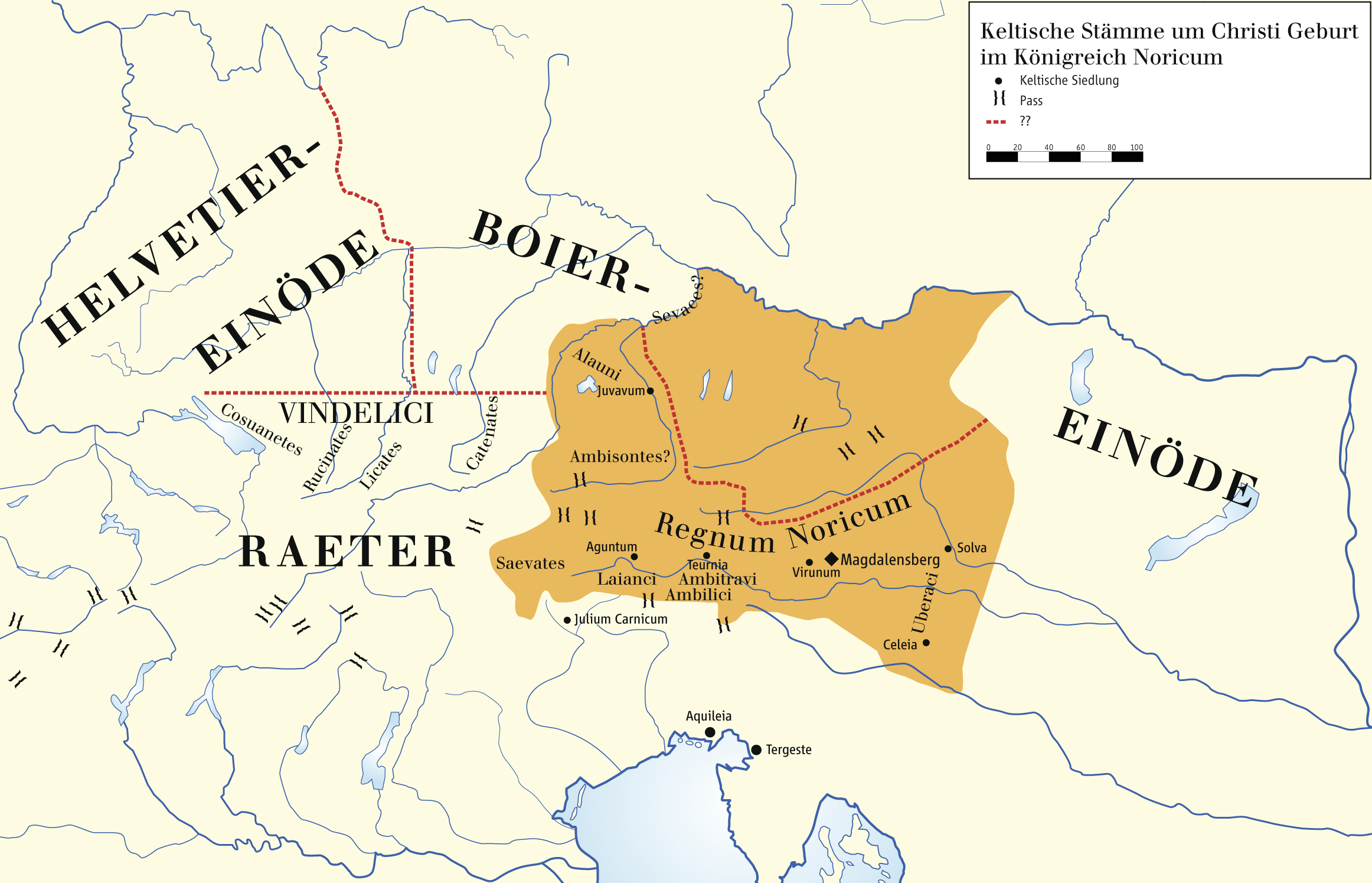
Territorio habitado por los ambisontes cc. del s.I

Los ambisontes (que en galo se traduce como «los que viven a ambos lados del Isontia»), fueron una tribu celta de origen rético que, durante el período romano, habitaba en el valle superior del río Isonta (Salzach), al sur del territorio los Alaunos, en la actual Austria.
Su nombre aparece en la lista de pueblos transalpinos vencidos por los romanos en el Trofeo de los Alpes erigido por Augusto (en la actual Turbie). También se les menciona en tres inscripciones honoríficas del año 10 a. C., que se encontraron en la ciudad del Magdalensberg.
El poblado celta de Biberg se considera su principal centro de población. Otros asentamientos ambisontes fueron Steinbühel, Rainberg, Dürrnberg, Karlstein, Bürgkogel, Goldegg, Nikolausberg y Hallstatt.
El nombre Isonta perdura hasta el día de hoy en la zona de Pinzgau, cuyo nombre medieval era Bisontia y está documentado en el antiguo nombre de Zell am See —Cella in Bisontia—.